# Homalium napaulense
Homalium napaulense är en videväxtart som först beskrevs av Dc., och fick sitt nu gällande namn av George Bentham. Homalium napaulense ingår i släktet Homalium och familjen videväxter. Inga underarter finns listade i Catalogue of Life.